# A-372,159
A-372,159 je lek koji deluje kao potentan i selektivan parcijalni agonist za  receptor, sa više od 100x selektivnošću u odnosu na blisko srodni 5- receptor i  od 3 nM. Utvrđeno je da on proizvodi anoreksne efekte kod životinja i da uzrokuje znatan gubitak telesne težine kod pacova bez razvoja tolerancije ili ozbiljnih nuspojava.